# Zaițeve, Sînelnîkove
Zaițeve (în ucraineană Зайцеве) este localitatea de reședință a comunei Zaițeve din raionul Sînelnîkove, regiunea Dnipropetrovsk, Ucraina.

## Demografie
Componența lingvistică a localității Zaițeve
     Ucraineană (95,16%)
     Rusă (4,66%)
     Alte limbi (0,09%)
Conform recensământului din 2001, majoritatea populației localității Zaițeve era vorbitoare de ucraineană (95,16%), existând în minoritate și vorbitori de rusă (4,66%).